# Pagurus pycnacanthus
Pagurus pycnacanthus is een tienpotigensoort uit de familie van de Paguridae. De wetenschappelijke naam van de soort is voor het eerst geldig gepubliceerd in 1955 door Forest.